# Waipahu
Waipahu es una antigua ciudad plantadora de azúcar y ahora un lugar designado por el censo (CPD, por sus siglas en inglés) ubicada en la Ciudad y Condado de Honolulu, Hawái. Según el censo del 2000, su población era de 33.108 habitantes. El código postal estadounidense para Waipahu es 96797.

## Nombre e historia

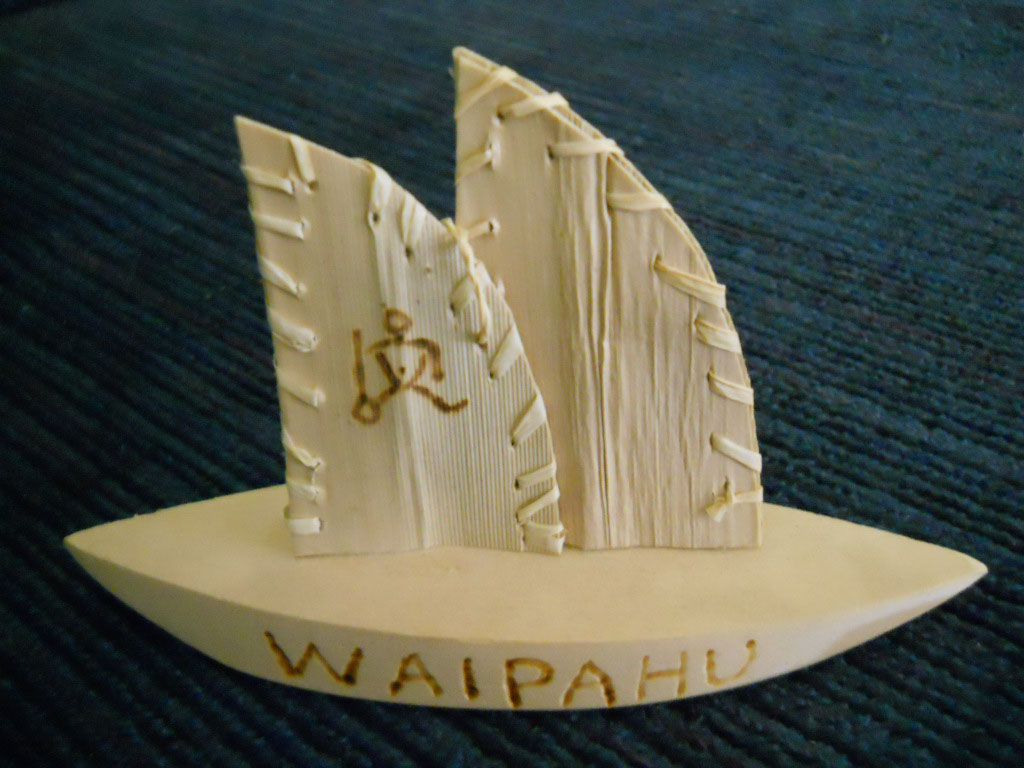
Souvenir miniatura de Waipahu.

Waipahu es el nombre de una artesanía de verano. En hawaiano Waipahu deriva de wai, que significa agua, y pahū, que significa "reventar o brotar". Los nativos hawaianos les complacia el agua que brotaba de la tierra en la primavera llamada Waipahu.
En 1897, Oahu Sugar Company fue incorporada al consejo de directores y ordenó el emplazamiento de una fábrica de azúcar en este lugar. Los mánageres 1897-1940 fueron: August Ahrens (1897–1904); E.K. Bull (1904–1919); J.B. Thomson (1919–1923); E.W. Greene (1923–1937); and Hans L'Orange (1937–1956). Oahu Sugar Company cerró operaciones de las plantaciones después de la cosechas de 1995.
En 1923 se construyó un parque atlético actualmente conocido como Hans L'Orange Field, que se utiliza principalmente para practicar baloncesto.

## Geografía
Según el United States Census Bureau el área de Waipahu es de 6,9 km², dos millas, de los cuales, el 6,7 km² está cubierto por tierra y 0,2 km² cubiertos por agua. Waipahu se localiza a 145 metros sobre el nivel del mar.

## Demografía
Según la Oficina del Censo en 2000 los ingresos medios por hogar en la localidad eran de $49.444, y los ingresos medios por familia eran $51.855. Los hombres tenían unos ingresos medios de $28.295 frente a los $23.818 para las mujeres. La renta per cápita para la localidad era de $14.484. Alrededor del 10.6% de las familias y del 13.8% de la población estaban por debajo del umbral de pobreza.

## Educación
Existen dos escuelas en Waipahu.

## Gobierno e infraestructura

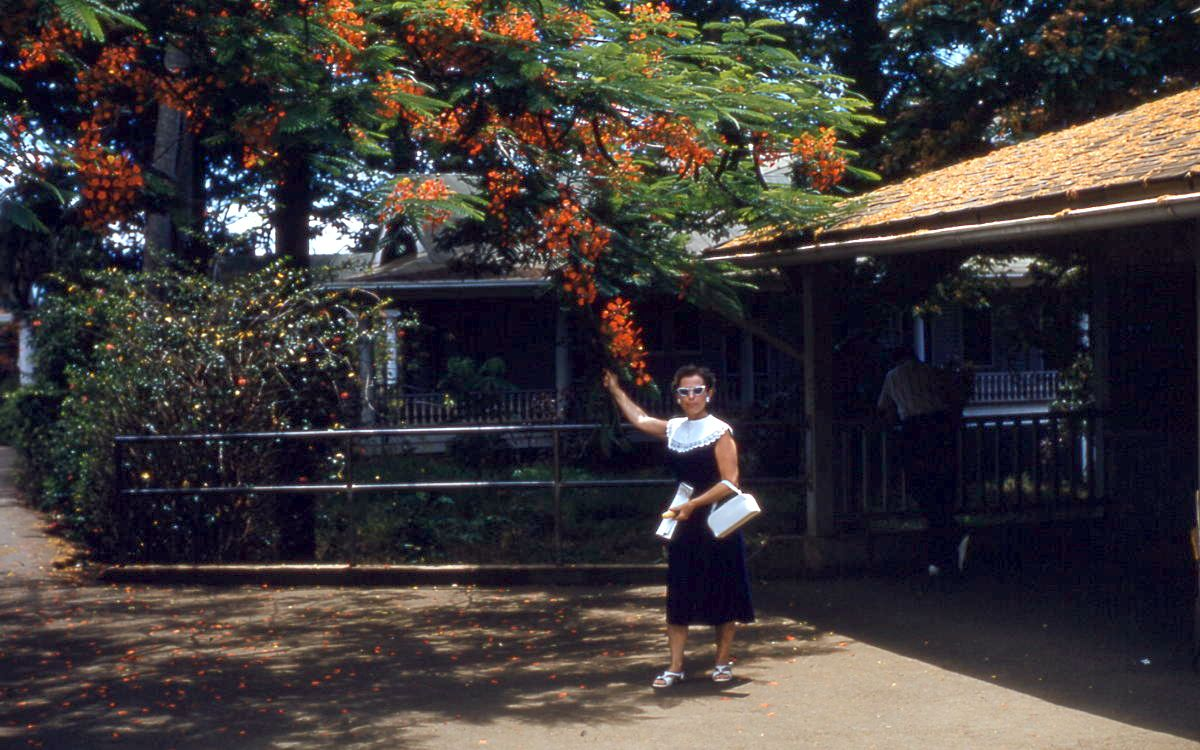
Oficina postal de Waipahu, 1959.

El Servicio Postal de los Estados Unidos opera en Waipahu.